# لشکر ۲ تفنگدار موتوری گارد
لشکر ۲ تفنگداران موتوری گارد (انگلیسی: 2nd Guards Motor Rifle Division) یک لشکر پیاده‌نظام مکانیزه نیروی زمینی روسیه است، که به‌عنوان زیرمجموعه ارتش یکم تانک گارد در منطقه نظامی مسکو فعالیت می‌کند و ستاد فرماندهی و پادگان آن در استان مسکو قرار دارد.
لشکر ۲ تفنگداران موتوری گارد در سال ۱۹۴۱ تشکیل شد و در طول جنگ جهانی دوم شاهد نبردهای گسترده‌ای بود که به همین دلیل به یکی از مشهورترین و پرافتخارترین تشکیلات در ارتش شوروی تبدیل شد. این لشکر به افتخار میخائیل کالینین و شهر تامان نامگذاری شد و تا زمان انحلال در سال ۲۰۰۹ و قبل از اصلاح در سال ۲۰۱۳، دست نخورده باقی ماند. از سال ۲۰۱۶ این لشکر بخشی از ارتش یکم تانک گارد منطقه نظامی غرب است و بیشتر واحدهای آن در شهر کالینینتس، استان مسکو، ۴۵ کیلومتری (۲۸ مایلی) جنوب غربی مسکو مستقر هستند.
در جریان حمله روسیه به اوکراین در سال ۲۰۲۲، واحدهای این لشکر به استان سومی اوکراین حمله کردند و در نزدیکی شهر تروستیانتس درگیر نبرد شدند.